# Konstanty Branicki
Konstanty Grzegorz Branicki (ur. 9 maja 1824, zm. 14 lipca 1884 w Paryżu) – polski właściciel ziemski, z zamiłowania przyrodnik, kolekcjoner i podróżnik; hrabia. Syn Władysława i Róży z Potockich.

## Życiorys
Był właścicielem ukrainnych dóbr: Bohusławszczyzny (którą sprzedał rządowi carskiemu w 1879), Rokitnian, Żytniogóry, Zabołocia, Stężoryc, a od 1877 także francuskich dóbr Montrésor (po swoim najstarszym bracie Franciszku Ksawerym). Urodzony w zaborze rosyjskim, na skutek patriotycznej postawy rodziny, a następnie swoich przekonań wolnościowych pozostawał w niełaskach dworu carskiego. Będąc pod stałym nadzorem rosyjskiego wywiadu i nie mogąc zaangażować się w pracę niepodległościową, poświęcił się działalności naukowej i kolekcjonerstwu.
Swoje zainteresowania kształtował podczas podróży odbywanych w towarzystwie starszego brata Aleksandra. W latach 1863–1864 podróżował w ten sposób po Egipcie i Nubii (gdzie dotarł do Asuanu i gdzie zabił dwa krokodyle podarowane później Gabinetowi Zoologicznemu w Warszawie), Palestynie (odwiedzając Jerozolimę), Syrii i dzisiejszej Turcji. W latach 1866–1867 wraz z bratem zorganizowali wyprawę do Algierii, w której wzięli także udział Władysław Taczanowski i Antoni Stanisław Waga.
Konstanty, podobnie jak i brat, finansował także wyprawy, w których nie brał udziału, np. badania Benedykta Dybowskiego na Syberii, Tomasza Barei w Azji Środkowej czy Konstantego Jelskiego i Jana Sztolcmana w Ameryce Południowej. Poza tym Konstanty Branicki wspierał finansowo działalność Władysława Taczanowskiego i Gabinet Zoologiczny Szkoły Głównej Warszawskiej. Na drodze samouctwa osiągnął szeroką wiedzę w zakresie ornitologii i opinię uznanego ornitologa. Uczestniczył w opracowywaniu wielu atlasów ornitologicznych. Od jego nazwiska utworzono nazwy wielu nowo odkrywanych gatunków ptaków.
Konstanty Branicki wykazywał również zainteresowania archeologiczne, o czym świadczą podjęte przez niego w 1858 „wykopaliska” prawdopodobnie na kurhanach (jeden z nich nazywano mogiłą Rozkopana) w Rosawie w dzisiejszym rejonie mironowskim. W czasie wykopalisk odkryto: ...kości końskie razem z ludzkiemi, a przy nich szable zlekka zgięte (długie 53 cale ang.), niektóre złocone do połowy długości, spisy, żelazne ostrza strzał, toporki, kolczugi, misiurki, naszyjniki srebrne i miedziane złocone, krzyżyki kamienne, bursztyny i t.p., broni zaś palnej ani śladu. Znaczną część tych przedmiotów złożono w muzeum archeologicznem w Krakowie.

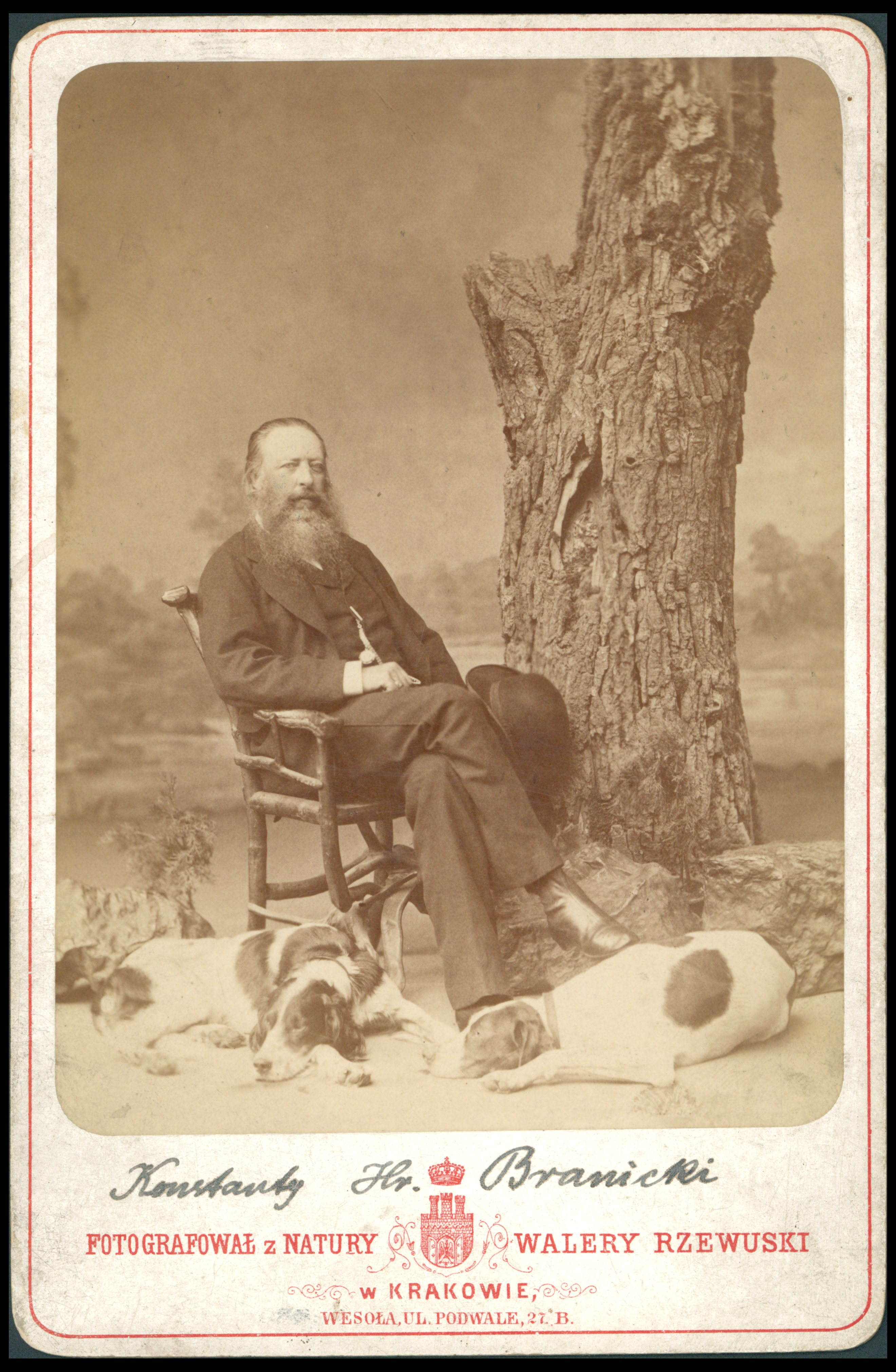
Konstanty Branicki na fotografii Walerego Rzewuskiego (ok. 1875)

Realizacji zamiłowań i ambicji Konstantego sprzyjała jego niezależność finansowa. Ukoronowaniem – choć pośmiertnym – dążeń, by zgromadzone zbiory uchronić przed wywiezieniem do Moskwy lub Petersburga i udostępnić społeczeństwu, było utworzenie przez jego syna Ksawerego w 1887 prywatnego muzeum przyrodniczego im. Branickich. Muzeum to ulokowane w willi przy ul. Frascati w Warszawie w 1919 stało się częścią państwowego muzeum funkcjonującego od 1928 pod nazwą Państwowego Muzeum Zoologicznego (obecnie Muzeum i Instytut Zoologii PAN).

### Literatura dodatkowa
- Branicki Konstanty. W: Polski Słownik Biograficzny. T. 2: Beyzym Jan – Brownsford Marja. Kraków: Polska Akademia Umiejętności – Skład Główny w Księgarniach Gebethnera i Wolffa, 1936, s. 407. Reprint: Zakład Narodowy im. Ossolińskich, Kraków 1989, ISBN 83-04-03291-0.